# Manoel Viana
Manoel Viana – miasto i gmina w Brazylii, w stanie Rio Grande do Sul. Znajduje się w mezoregionie Sudeste Rio-Grandense i mikroregionie Campanha Ocidental.